# John Gustafson
John Gustafson (8. srpna 1942 – 12. září 2014) byl anglický baskytarista a zpěvák.
Narodil se irské matce a švédskému otci. Svou kariéru zahájil roku 1959 jako člen skupiny The Big Three. Tu opustil v roce 1963 (o deset let později s ní znovu krátce hrál). Roku 1964 krátce hrál se skupinou The Merseybeats. V roce 1969 nahradil Rogera Glovera ve skupině Episode Six, v níž vydržel tři roky. Ve stejné době působil v kapele Quatermass. V letech 1971 až 1973 působil v kapele Hard Stuff. Následně hrál až do roku 1976 v kapele Roxy Music, s níž nahrál tři studiová alba. Roku 1974 zpíval v písni „Watch Out for the Bat“ z Gloverovy sólové desky The Butterfly Ball and the Grasshopper's Feast. Mezi roky 1975 až 1978 hrál v Ian Gillan Band. Během své kariéry spolupracoval s mnoha dalšími hudebníky, mezi něž patří například Kevin Ayers, Ian Hunter, Gordon Giltrap a Shawn Phillips. Rovněž vydal sólové album Goose Grease. Zemřel roku 2014 ve věku 72 let.